# Renault Trucks T
Renault Trucks T (укр. Рено Тракс Ті) — сімейство вантажних автомобілів, що виробляються компанією Renault Trucks з 2013 року і прийшли на заміну Renault Magnum та Renault Premium Route.

## Опис

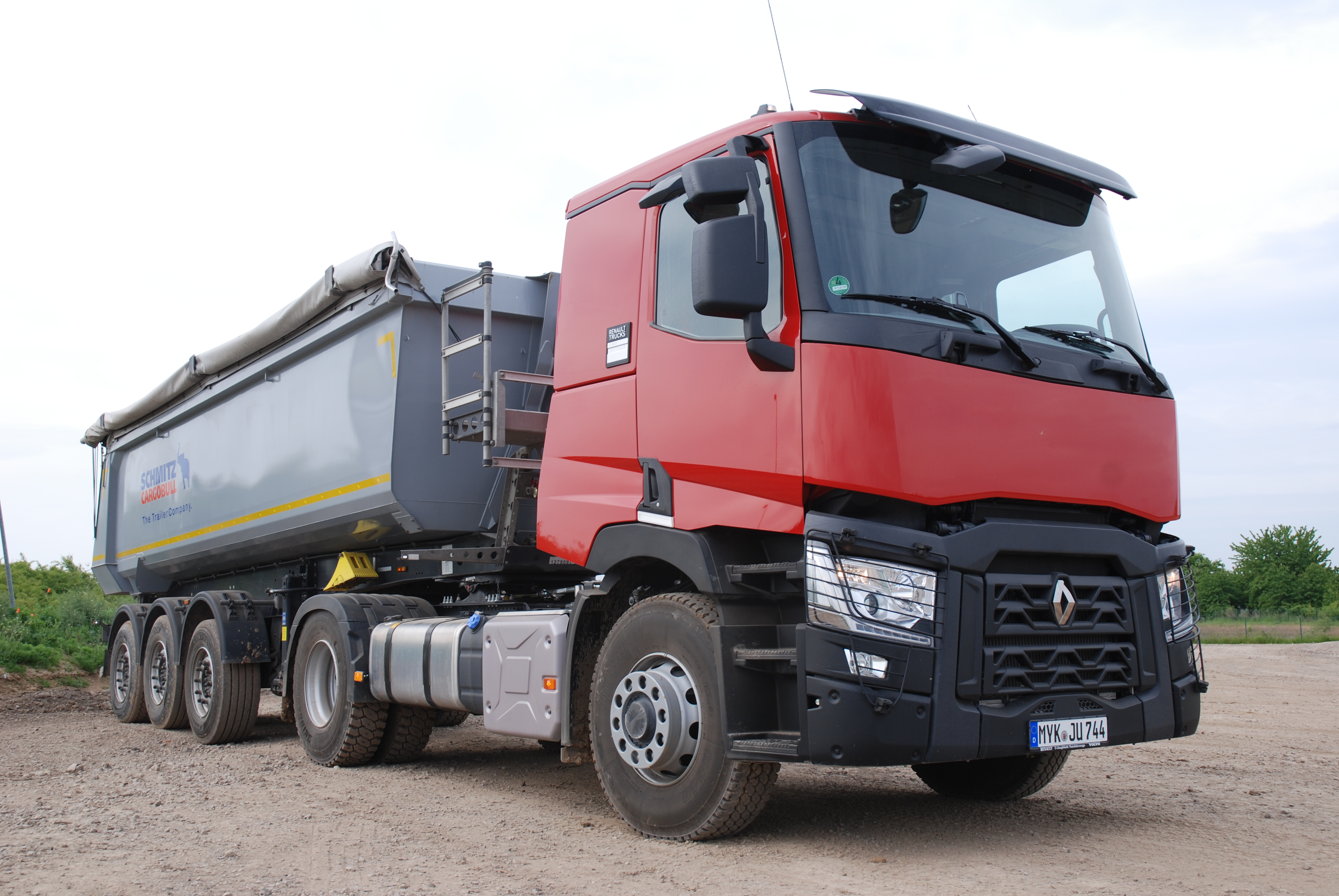
Renault T430 кабіна Night & Day Cab (2013-2021)

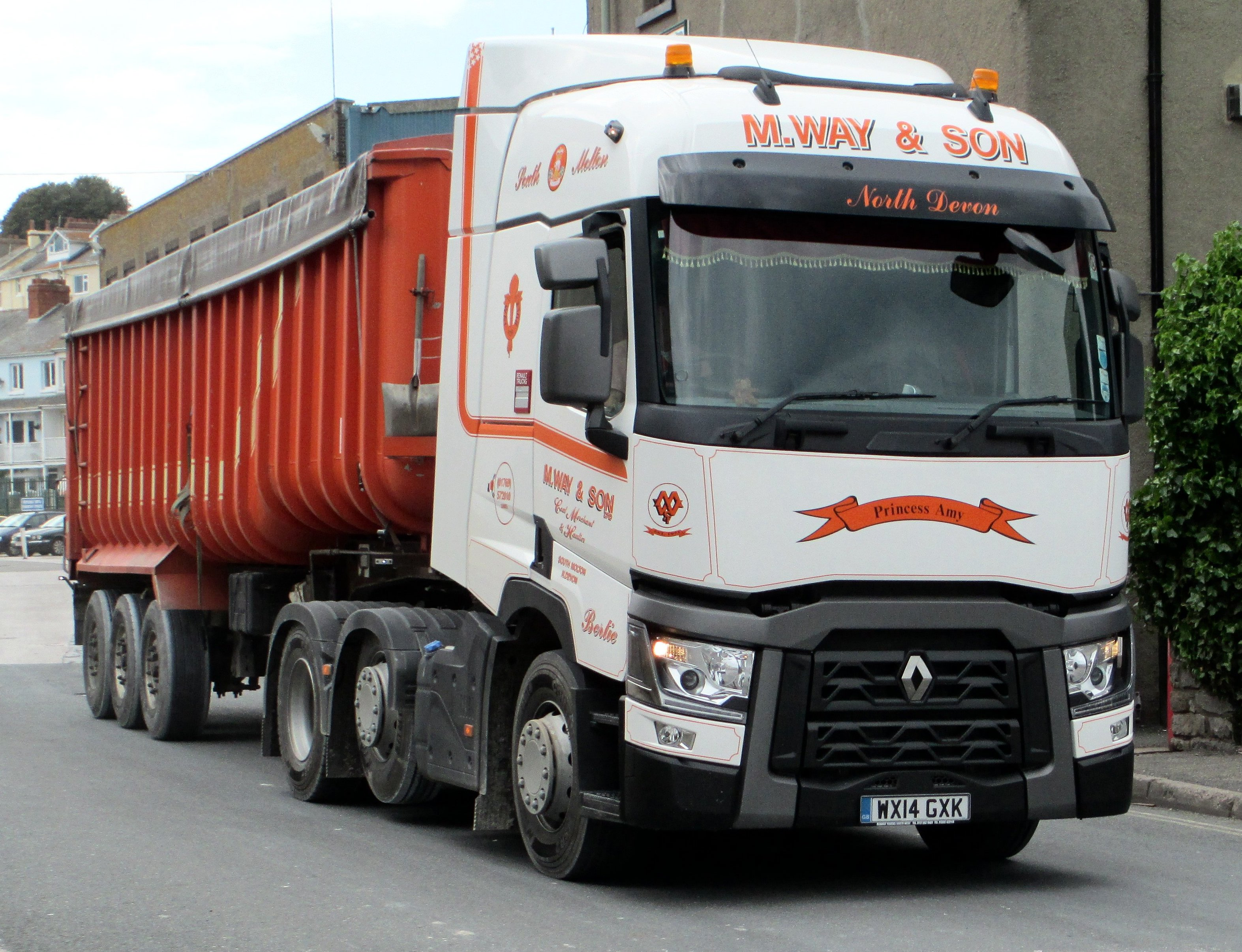
Renault T440 кабіна Sleeper Cab (2013-2021)

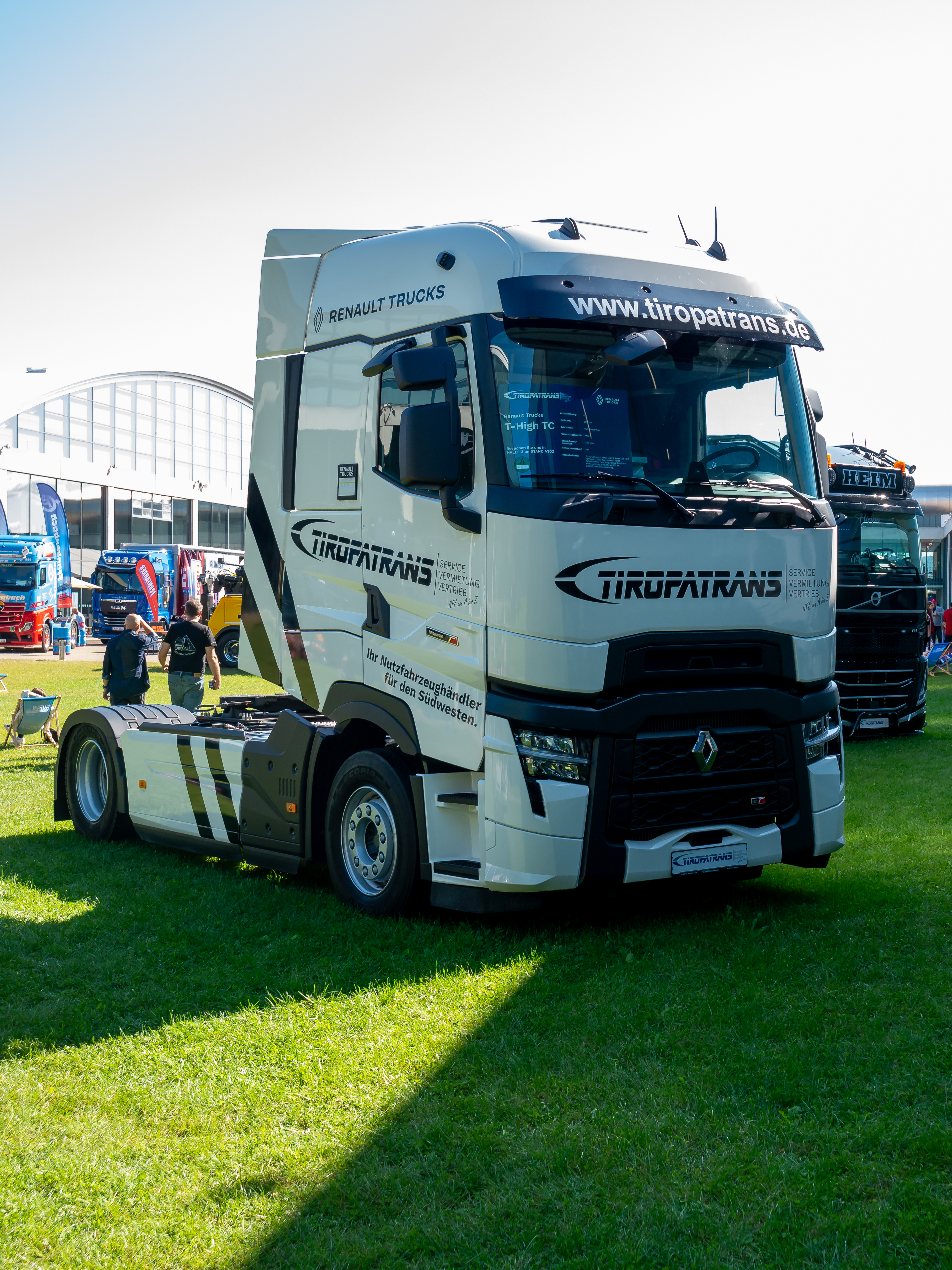
Renault T480 кабіна High Sleeper Cab (з 2021)

Renault T розроблений на технічній конструкції Volvo FH другого покоління. При розробці вантажівки особливу увагу було приділено розробниками комфорту за рахунок аеродинаміки.
Сідловий тягач, бортова вантажівка і шасі сімейства мають колісну формулу 4х2, 6х2 і 6х4, повну масу 18-26 т і кілька варіантів колісної бази. Має 11- або 13-літровий турбодизель R6 DTI/DXI 11 або DTI/DXI 13 потужністю 380/430/460 або 440/480/520 к.с. стандарту Євро-6. Мають автоматичну 12-ступінчасту коробку передач Optidriver+. Передня підвіска — на параболічних ресорах або пневмобалонах, задня — пневматична, c електронним управлінням ECS. Дискові гальма всіх коліс управляються системою Full EBS з АБС і курсовою стійкістю ESP.
Renault T також отримав нову систему управління пневмопідвіскою EACU (Electronic Air Control Unit), підсилювач керма зі змінною потужності для зниження витрати палива і паливний бак ємністю до 1475 л. Технічне обслуговування стало простіше завдяки розподілу електричних проводів від гідравлічного тракту.
Автомобіль має 4 варіанти виконань кабіни: Day Cab (денна), Night & Day Cab (нічна і денна), Sleeper Cab (спальна) та High Sleeper Cab (висока спальна). Найпросторіша кабіна — High Sleeper Cab — має зовсім плоску підлогу. Для інших версій висота моторного тунелю не перевищує 200 мм.
Renault T отримав престижну премію Truck of the Year 2015.
В 2021 році дебютувала оновлена модель T-Truck з новим оформленням передньої частини.

### E-Tech
В листопаді 2023 року компанія Renault Trucks на своєму заводі в Бурк-ан-Бресі розпочала серійне виробництво електричних вантажівок E-Tech сімейств Т та С. Машини охоплюють різні типи перевезень – від регіональної дистрибуції до міського будівництва. Машини розраховані працювати у складі автопоїздів повною масою до 44 т.
Вантажівки можуть комплектуватись двома або трьома електромоторами потужністю до 660 к.с. (490 кВт), а також мати від чотирьох або шести акумуляторних блоків ємністю 390 – 540 кВт*год. Їх можна заряджати як змінним струмом – 43 кВт, і постійним – 250 кВт. Запас ходу досягає 300 км, а з проміжною підзарядкою (протягом години  від станції 250 кВт) вантажівка із шістьма блоками АКБ може проїхати до 500 км. Акумулятори поставляються компанією Samsung SDI і збираються на заводі Volvo Trucks в бельгійському місті Гент.

## Двигуни
Day Cab, Night & Day Cab та Sleeper Cab:
| Двигун | Циліндри | Об'єм  | Потужність                     | Крутний момент      | Норми викидів |
| ------ | -------- | ------ | ------------------------------ | ------------------- | ------------- |
| DTI 11 | Р6       | 10,8 л | 279 кВт (380 к.с.) при ? об/хв | 1850 Нм при ? об/хв | Євро-6        |
| DTI 11 | Р6       | 10,8 л | 316 кВт (430 к.с.) при ? об/хв | 2040 Нм при ? об/хв | Євро-6        |
| DTI 11 | Р6       | 10,8 л | 338 кВт (460 к.с.) при ? об/хв | 2250 Нм при ? об/хв | Євро-6        |
| DTI 13 | Р6       | 12,8 л | 324 кВт (440 к.с.) при ? об/хв | 2250 Нм при ? об/хв | Євро-6        |
| DTI 13 | Р6       | 12,8 л | 353 кВт (480 к.с.) при ? об/хв | 2400 Нм при ? об/хв | Євро-6        |
| DTI 13 | Р6       | 12,8 л | 382 кВт (520 к.с.) при ? об/хв | 2550 Нм при ? об/хв | Євро-6        |

High Sleeper Cab:
| Двигун | Циліндри | Об'єм  | Потужність                     | Крутний момент      | Норми викидів |
| ------ | -------- | ------ | ------------------------------ | ------------------- | ------------- |
| DTI 13 | Р6       | 12,8 л | 324 кВт (440 к.с.) при ? об/хв | 2250 Нм при ? об/хв | Євро-6        |
| DTI 13 | Р6       | 12,8 л | 353 кВт (480 к.с.) при ? об/хв | 2400 Нм при ? об/хв | Євро-6        |
| DTI 13 | Р6       | 12,8 л | 382 кВт (520 к.с.) при ? об/хв | 2550 Нм при ? об/хв | Євро-6        |